# Scraptia libanica
Scraptia libanica es una especie de coleóptero de la familia Scraptiidae.

## Distribución geográfica
Habita en Líbano y en Israel.